# Progress MS-02
Chronologie
Progress MS-01 Progress MS-03
Progress MS-02 (en russe : Прогресс МС-02) est une mission de ravitaillement russe de la Station spatiale internationale (ISS/SSI), réalisée grâce au cargo russe éponyme Progress MS. Le décollage a eu lieu le 31 mars 2016, depuis le cosmodrome de Baïkonour, au Kazakhstan, à l'aide d'un lanceur Soyouz 2. Ce vaisseau est identifié par la NASA sous le nom Progress 63P.

## Contexte
Le vaisseau cargo Progress fut développé en Union Soviétique dans les années 70, pour permettre le ravitaillement des équipages des stations Saliout, devant ainsi le premier vaisseau cargo de l'histoire. Développé sur la base du vaisseau habité Soyouz, dont il partage de nombreuses caractéristiques, il effectua son premier vol en 1978, vers la station Saliout 6. Par la suite, il desservira également la station Saliout 7, puis Mir. Dans les années 90, le cargo sera équipé d'une petite capsule permettant le retour de fret sur Terre, dénommée VBK-Radouga, qui fut utilisée à 10 reprises. Au début des années 2000, Progress M1-5 désorbita la station Mir, et les vols du cargo furent entièrement redirigés vers la desserte de la Station spatiale internationale.
Au fil des années, plusieurs versions du vaisseau furent développée. La version initiale 7K-TG initiale fut remplacée en 1989 par le Progress-M (« Modernisé »), qui verra l'ajout notable de panneaux solaires. En 2000, Progress-M1 verra le jour, conçu pour transporter plus de carburant, au détriment des autres ressources, il ne volera que durant 4 ans. En 2008, Progress M-M volera pour la première fois, avec ses nouveaux systèmes de bord numériques. Finalement, il sera remplacé par le Progress MS, disposant de diverses améliorations, telles que :
- L'ajout d'un compartiment externe permettant l'éjection de microsatellites et CubeSats. C'est le vol de Progress MS-03 qui sera le premier à l'utiliser.
- Le remplacement du système radio Kvant-V ukrainien par un Système de Commandes et de Télémétrie Unifié (EKTS).
- L'amélioration de la protection contre les micrométéorites, et l'ajout de systèmes de secours pour le mécanisme d'amarrage.

## Mission

### Préparation et lancement

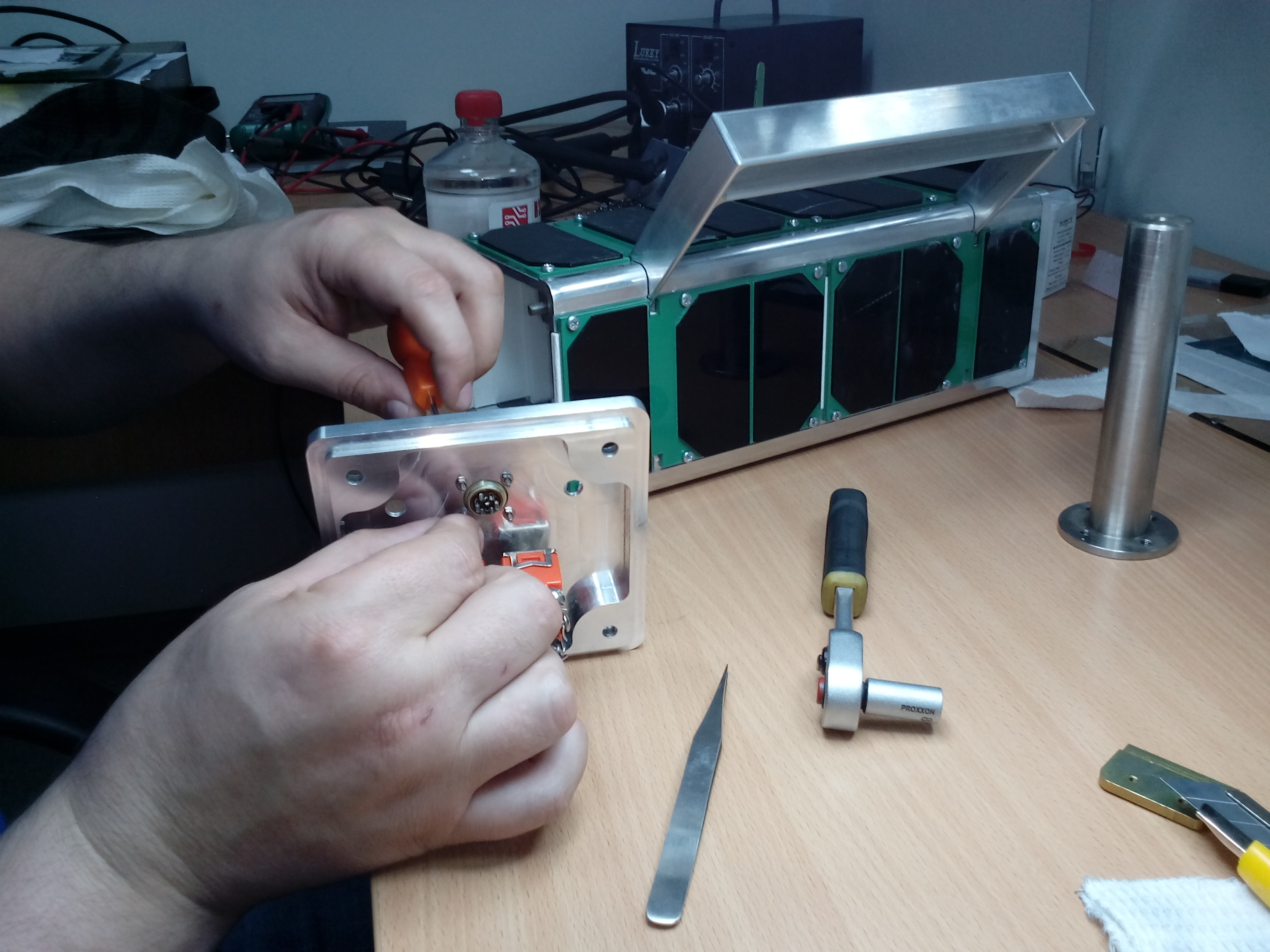
Assemblage du satellite Tomsk-TPU 120, emporté par Progress MS-02

La préparation du lancement de Progress MS-02 se déroula sans retards, et le cargo décolla le 31 mars 2016 du Complexe Vostok (Site 31/6) du cosmodrome de Baïkonour, au Kazakhstan, sous la coiffe d'un lanceur Soyouz 2.1a. Une fois la mise en orbite effectuée, les ingénieurs au sol tentèrent de communiquer avec le vaisseau grâce aux satellites-relais Loutch, toutefois, à cause d'un problème logiciel, ces essais ne purent aboutir.
Après 48 heures de mission, et trois corrections d'orbite effectuées, Progress MS-02 s'est amarré avec succès au port arrière du module Zvezda le 2 avril 2016, en mode automatique, grâce au système Kours.

### Amarrage à la station
Au total, le vaisseau Progress MS-02 a transporté 2 425 kg de fret vers la station, comprenant de la nourriture, du carburant, de l'oxygène et des pièces de rechange. De même, le cargo a emmené le petit satellite amateur Tomsk-TPU 120, construit par l'Université polytechnique de Tomsk, pesant 5 kilogrammes, et basé sur le format CubeSat 3U. Il fut relâché en orbite à l'occasion d'une sortie extravéhiculaire, le 17 août 2017. Il s'agit du premier satellite russe fabriqué avec des éléments imprimés en 3D.

## Galerie

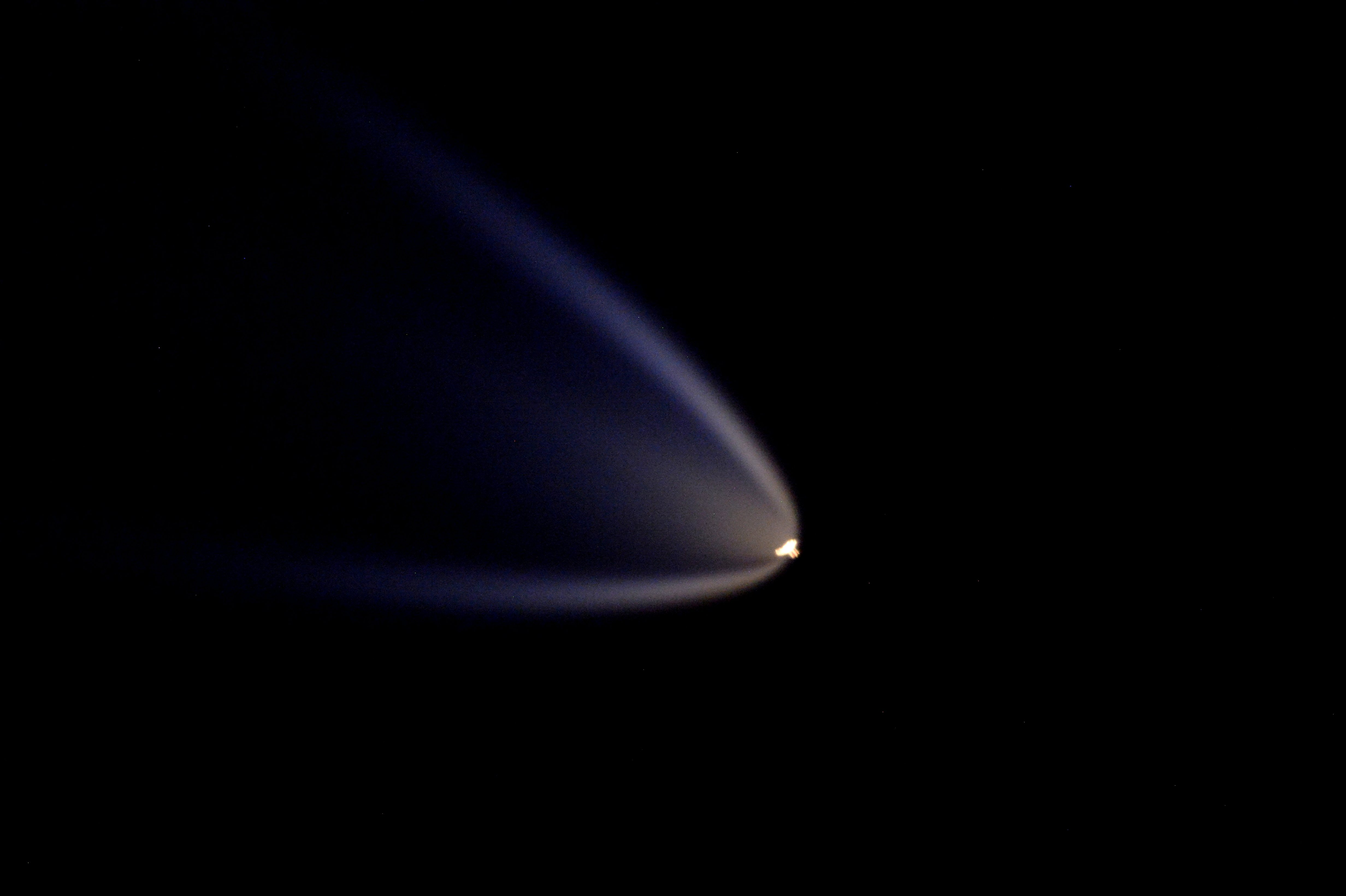
Décollage du cargo vu depuis l'ISS
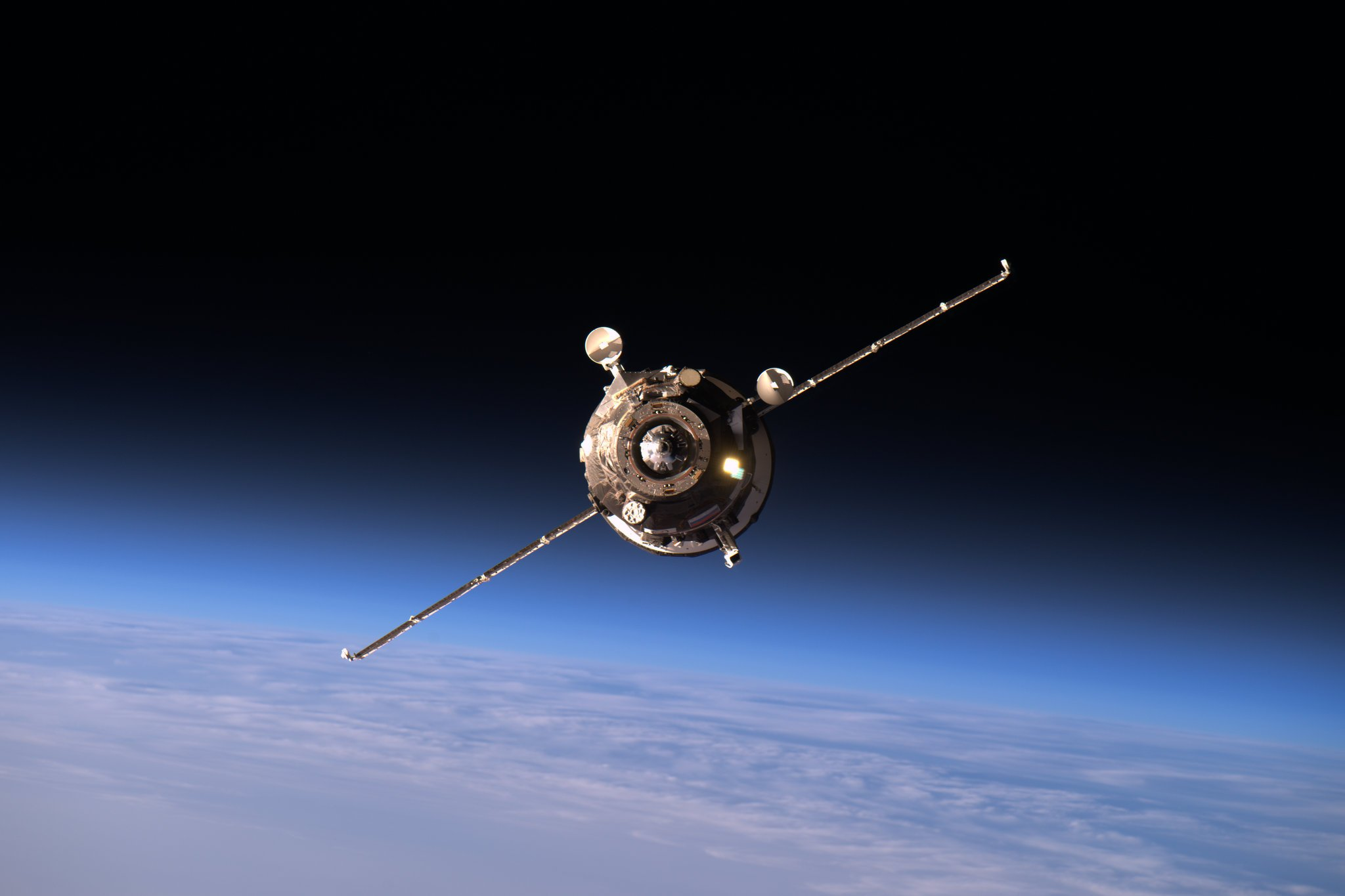
Progress MS-02 en approche de la station
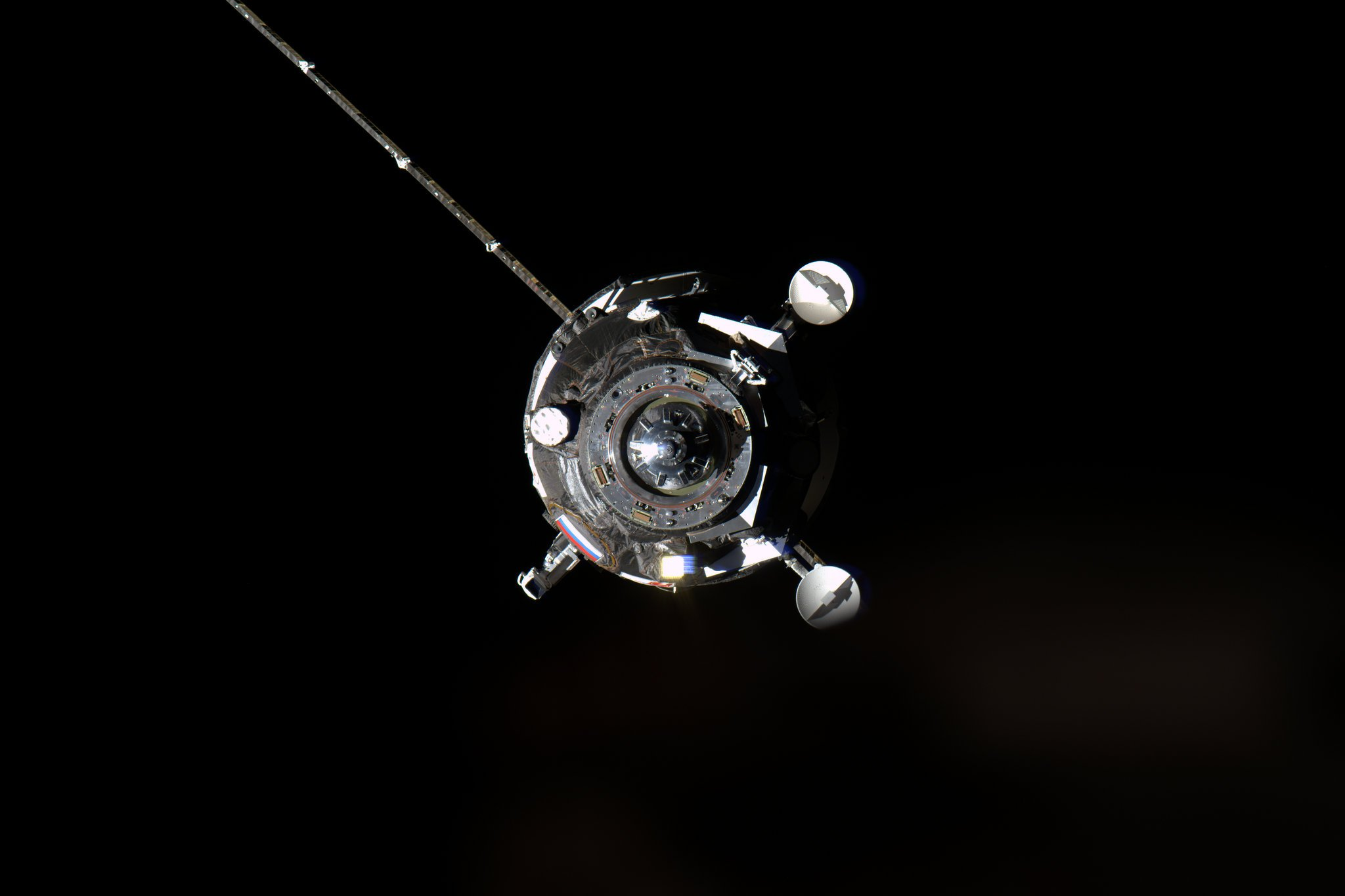
Progress MS-02 en approche de la station
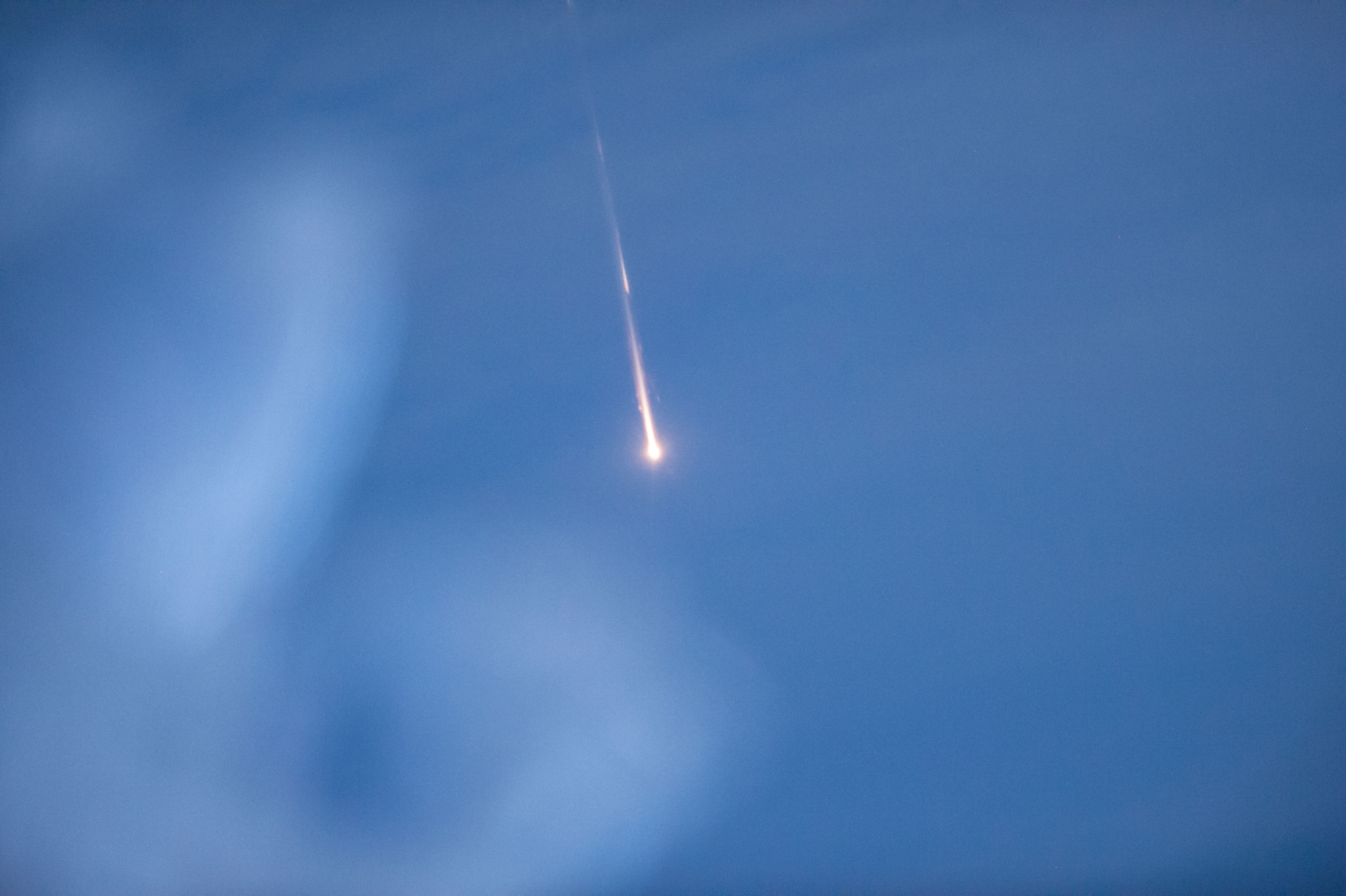
Rentrée atmosphérique du cargo, vue depuis l'ISS